# Kráľová pri Senci
Kráľová pri Senci é um município da Eslováquia, situado no distrito de Senec, na região de Bratislava. Tem 19,91 km² de área e sua população em 2019 foi estimada em 2114 habitantes.

## Demografia
| Ano:        | 1994 | 2004   | 2014    | 2024    |
| ----------- | ---- | ------ | ------- | ------- |
| Broj ljudi: | 1395 | 1426   | 1800    | 2308    |
| Razlika:    |      | +2,22% | +26,22% | +28,22% |

| Ano:               | 2023 | 2024   |
| ------------------ | ---- | ------ |
| Número de pessoas: | 2321 | 2308   |
| Diferença:         |      | -0,56% |